# Osred I z Nortumbrii
Osred z Nortumbrii, Osredi, Osrit, Osræd (ur. 697; zm. 716) – władca anglosaskiego królestwa Nortumbrii w latach 706-716.
Osred był najstarszym synem króla Aldfritha, nie jest jednak pewne, czy jego matką była jedyna znana żona króla, Cuthburga, późniejsza ksieni klasztoru w Barking. Znane są imiona jego dwóch braci: Offa i Osric. W starych zapiskach hagiograficznych wymieniana jest również święta Osanna jako siostra Osreda, jednak współcześni historycy klasyfikują ten zapis jako legendę.
Po śmierci Aldfritha w 705 roku, na tronie Nortumbrii zapanowała pustka, gdyż jego oczywisty następca, syn Osred, był wówczas kilkuletnim dzieckiem. Wszyscy ewentualni athelingowie z bernickiej dynastii zginęli w bitwach lub w wyniku wewnętrznych sporów o sukcesję. Po władzę sięgnął wówczas Edwulf, człowiek, którego pochodzenie nie jest znane, ale cieszący się poparciem potężnego ealdormana Bertfryta. Nie zadbał jednak o przyjazne stosunki z biskupem Wilfrydem (zagroził mu śmiercią w razie, gdyby zdecydował się na powrót z wygnania). Ponieważ ostatnia wola Aldfritha brzmiała, że jego następca ma się pogodzić z Wilfrydem, Bertfryt zmienił front i usunął z tronu uzurpatora, po krótkim oblężeniu twierdzy Bamburgh.
Na tronie zasiadł wówczas zaledwie ośmioletni Osred. Był to pierwszy w historii Anglosasów przypadek, gdy sukcesorem było dziecko. Osred był jedynie królem nominalnym, a prawdziwą władzę dzierżył biskup Wilfryd, który go usynowił i otoczył opieką. Mógł również liczyć na wsparcie wpływowej ciotki, Elfledy z Whitby oraz Bertfryta i jego stronników. Dzięki temu spory dynastyczne zostały rozstrzygnięte.
Panowanie Osreda zapisało się w kronikach jako początek upadku gospodarczego i kulturalnego Nortumbrii. Znacznie spadła wartość bitych jeszcze za panowania jego ojca sceatów, kwitła korupcja, a szlachta na czele z Bertfrytem bez skrupułów wykorzystywała słabość małoletniego władcy do powiększania swych majątków kosztem państwa. Sam Osred, początkowo chwalony (Beda porównał go do biblijnego króla Jozjasza, patrona wiary), w miarę dorastania dał się poznać jako człowiek gwałtownego charakteru, niemoralny libertyn i uwodziciel zakonnic.
W 706 roku Wilfryd został przez arcybiskupa Canterbury Bertwalda mianowany opatem klasztoru w Ripon i przydzielono mu diecezję Hexam, co zapewne było ceną za poparcie Osreda. Wciąż kontrolował swego adoptowanego syna, aż do swojej śmierci w 709 roku. Nie wiadomo, jak śmierć ta wpłynęła na pozycję Osreda jako władcy, ale wydaje się, że wywołała jedynie pewną niestabilność. Bertfryt zmarł w 711 roku, a Elfleda dwa lata później. Do tego czasu jednak Osred dojrzał do przejęcia pełni władzy. 
Za panowania Osreda trwała wojna na północnych krańcach Nortumbrii z Piktami, jednak udział w niej młodego króla był raczej niewielki. Jako autor miażdżącego zwycięstwa Nortumbrii w bitwie nad rzekami Avon i Carron wymieniony jest Bertfryt. Stephanus określa go wręcz jako najwyższego rangą po królu. 
Osred zginął w 716 roku. Okoliczności jego śmierci nie są jednak do końca znane: Kronika anglosaska odnotowała, że zginął w bitwie z Piktami, zaś Wilhelm z Malmesbury napisał o tajemniczym spisku, którego finałem było zamordowanie młodego króla. Jego sukcesorem został daleki krewny Cenred.